# فرانچسکو دل گروسو
فرانچسکو دل گروسو (ایتالیایی: Francesco Del Grosso; ۲۸ سپتامبر ۱۸۹۹ – ۲۲ ژوئیهٔ ۱۹۳۸) دوچرخه‌سوار اهل پادشاهی ایتالیا بود. وی در بازی‌های المپیک تابستانی ۱۹۲۴ شرکت کرده است.